# Asplundianthus
Asplundianthus é um género botânico pertencente à família Asteraceae.